# كارلوس إيزكويردو
كارلوس إيزكويردو (بالإسبانية: Carlos Izquierdo) هو مصارع رياضي كولومبي، ولد في 2 أكتوبر 1997 في بوغة ‏ في كولومبيا.

## وصلات خارجية
- كارلوس إيزكويردو على موقع قاعدة بيانات المصارعة الدولية (الإنجليزية)
- كارلوس إيزكويردو على موقع اللجنة الأولمبية الدولية (الإنجليزية)
- كارلوس إيزكويردو على موقع أوليمبيديا (الإنجليزية)